# 山野井昇
山野井 昇（やまのい のぼる、1947年 - ）はマイナスイオンの研究家であり、日本マイナスイオン応用学会の会長を務める。東京電機大学卒。東京大学医学部研究室（下記参照）で40余年の研究生活を送る。文部技官、教務職員を経て助手。東京大学医学部在職中に、人工心臓のパーツ製作や駆動装置設計など工学的支援のために東大工学部で特別研修、医工学技術の基礎を学ぶ。専門領域は医用電子と生体工学、生体物理医学、健康科学。後年、とくにマイナスイオンや水素、電子、磁気、香りなどの応用技術に関心が向けられた。論文、講演、著書等（下記参照）がある。2012年（平成24年）3月 東大定年退職。同年5月一般財団法人未来医学財団を設立、理事長に就任。

## 職歴
- 東京大学医学部医用電子研究施設 基礎医学電子部門（大島正光教授） 文部技官・教務職員（大学組織改編により研究室が下記に名称変更）
- 東京大学大学院医学系研究科生体物理医学専攻医用生体工学講座、明治鍼灸大学、早稲田大学の特別講師
- 東京大学大学院医学系研究科 助手
- 一般財団法人未来医学財団理事長

## 社会活動
主に最近の社会活動、役職リスト。
- 日本マイナスイオン応用学会会長（平成24年現在）[1]
- 日本未病システム学会理事（平成24年現在）[2]
- 全国保健福祉情報システム開発協会評議員（平成24年度）
- 新エネルギー・産業技術総合開発機構「IMS国際共同研究補助事業」平成14年度公募ライフサイエンス分野評価者[3]
- 新エネルギー・産業技術総合開発機構 平成19年度「イノベーション実用化助成事業」のピアレビュア予定者の一人[4]
- サトルエネルギー学会副会長（平成19 - 24年3月）[5]
- 日本アロマ環境協会顧問（平成19 - 24年5月）[6]

## 著書
（近年発行順）
- 『水素と電子の生命』 現代書林、2011年、ISBN 9784774512976
- 『インテリア医学』監修 鶴書院、2010年、ISBN 9784434116100
- 『サトルエネルギーで健康になる！』 現代書林、2004年、ISBN 4774505633
- 『生き方の処方箋』（共著）日野原重明対談集 河出書房新社、2003年、ISBN 4309251668
- 『マイナスイオンできれいなる！』 現代書林、2002年、ISBN 4774504262
- 『マイナスイオン水健康術』 主婦の友社、2000年、ISBN 4072278734
- 『香りとイオン』 キャンパスシネマ、1998年、ISBN 4795277346
- 『イオン体内革命』 廣済堂出版、1996年、ISBN 433150560X
- 『マイナスイオンの健康学』 サンロード、1995年、ISBN 4914986396
- 『すこやかな老い』 ビジネス社、1995年、ISBN 4828406255
- 『ハイテク時代の健康学』 山海堂、1989年、ISBN 4381072669 (絶版)
- 『人間の機能のバイオメカニズム』（共著）（1987年工業調査会）ISBN 9784769320715
- 『ヒトとコンピュータ』（共訳）大島正光他（1986年同文書院）
- 『医療のソフトサイエンス』（共著）監修沖中重雄他、編集日本医師会他（1972年インダストリー・ランド・センター）

## 最近の論文・講演
最近の筆頭著者の論文10件のリスト。
1. 「マイナスイオンと健康--電子供与体e〔-〕水溶液の生体への影響 (特集 水)」、サトルエネルギー学会誌、6(1) (通号 10)、21-30、2001年
2. 「マイナスイオンと新未来技術戦略」：応用科学学会誌、15(1) ,23-29、2001年
3. 「未踏領域におけるイオン応用研究の可能性」 ：東アジア機能性イオン協会 設立記念、国際シンポジウム 2005年11月11日大阪厚生年金会館
4. 「サトルエネルギーとは何か?--マイナスイオン応用科学とサトルエネルギーの真実」：サトルエネルギー学会誌、10(2) (通号 19)、3-15、2005年
5. 「健康水素水の現状と課題」 ：第8回マイナスイオン応用フォーラム 2008年10月24日、山上会館(東京大学)
6. 「各種ガス気体のナノバブルによる水の構造化」 ：第9回マイナスイオン応用フォーラム、2009年10月7日、山上会館(東京大学)
7. 「生体物理医学からみた朱子学・陽明学思想について－とくに陰陽相対論の現代的意義」：第9回日本臨床中医薬学会学術大会、2009年10月24日
8. 「水電解式水素発生入浴装置の使用による入浴後の生体に及ぼす影響」：日本未病システム学会雑誌、第17回日本未病システム学会学術総会 16(2)289-291 2010
9. 「未病医学と未来医学～温故知新の医療を求めて」 ：特別講演 第15回日本地域薬局薬学会学術大会 日本地域薬局薬学会 2011年7月3日
10. 「からだと電気 ～高電位と低電位の生体調節」 教育講演 ：第11回マイナスイオン応用フォーラム、日本マイナスイオン応用学会 2011年10月14日山上会館（東京大学）

## マイナスイオン以外の研究活動
1970年代から1990年前後までは、人間工学、健康科学、医療情報学、医用電子工学などの研究活動を行っていた。
人工心臓やレーザー、プラズマ、超音波、そしてサーモグラフフィーの体表温の計測に参加している。人間の姿勢制御の研究があるほか、日本人間工業会、日本健康科学学会の各論文誌に計3本の査読付き論文。

## 主要論文
- 渥美和彦, 大道久, 成瀬幸月, 名倉正人, 野上和男, 山野井昇, 「超音波ホログラフィの医学への応用]」『医用電子と生体工学』 13巻 4号 1975年 pp.191-200, doi:10.11239/jsmbe1963.13.191
- 青木和夫, 谷島一嘉, 青木隆夫, 山野井昇, 古川俊之, 「自動車運転シミュレータ操作中の心身反応に及ぼす飲酒の影響について]」『人間工学』 17巻 Supplement号, 1981年 pp.270-271, doi:10.5100/jje.17.Supplement_270
- 山野井昇, 谷島一嘉, 古川俊之, 「リンク解析法を用いた心電計パネルの最適設計と評価]」『人間工学』 17巻 5号 1981年 pp.229-238, doi:10.5100/jje.17.229
- 山野井昇, 「臨床検査室業務のシステム設計とシミュレーションモデル]」『人間工学』 22巻 3号 1986年 pp.141-148, doi:10.5100/jje.22.141
- 山野井昇「情報入力キーボードの最適設計に関する基礎的研究]」『Health Sciences』、7巻1号、1991年[8]。